# Zanthoxylum hartii
Zanthoxylum hartii là một loài thực vật thuộc họ Rutaceae. Đây là loài đặc hữu của Jamaica.